# Cyrtopodion belaense
Cyrtopodion belaense là một loài thằn lằn trong họ Gekkonidae. Loài này được Nazarov, Ananjeva & Papenfuss mô tả khoa học đầu tiên năm 2011.